# East Greenville
East Greenville es un borough ubicado en el condado de Montgomery en el estado estadounidense de Pensilvania. En el año 2000 tenía una población de 3,103 habitantes y una densidad poblacional de 2,308.5 personas por km².

## Geografía
East Greenville se encuentra ubicado en las coordenadas 40°24′20″N 75°30′15″O / 40.40556, -75.50417.

## Demografía
Según la Oficina del Censo en 2000 los ingresos medios por hogar en la localidad eran de $46,875 y los ingresos medios por familia eran $48,824. Los hombres tenían unos ingresos medios de $35,525 frente a los $29,358 para las mujeres. La renta per cápita para la localidad era de $19,066. Alrededor del 5.1% de la población estaba por debajo del umbral de pobreza.